# کوردیوکوفسکویه
کوردیوکوفسکویه (به لاتین: Kurdyukovskoye) یک منطقهٔ مسکونی در روسیه است که در شهرستان کیزلیارسکی واقع شده‌است.